# Comuna Japca, Florești
Comuna Japca este o comună din raionul Florești, Republica Moldova. Este formată din satele Japca (sat-reședință) și Bursuc.

## Demografie
Conform datelor recensământului din 2014, comuna are o populație de 1.489 de locuitori. La recensământul din 2004 erau 1.737 de locuitori.

## Administrație și politică
Componența Consiliului local Japca (9 consilieri), ales la 5 noiembrie 2023, este următoarea:
|  | Partid                           | Consilieri | Componență | Componență | Componență | Componență | Componență |
|  | -------------------------------- | ---------- | ---------- | ---------- | ---------- | ---------- | ---------- |
|  | Mișcarea „Respect Moldova”       | 5          |            |            |            |            |            |
|  | Partidul Acțiune și Solidaritate | 4          |            |            |            |            |            |